# Risikogesellschaft
Risikogesellschaft: Auf dem Weg in eine andere Moderne (letterlijk: Risicomaatschappij: op weg naar een andere moderniteit) is een door de Duitse socioloog Ulrich Beck in 1986 geschreven boek. Het werd, door de kernramp van Tsjernobyl een bestseller in Duitsland. Het boek is in 1992 in het Engels uitgegeven. Hierdoor kreeg het boek meer bekendheid binnen kringen van de sociologie en de milieuwetenschappen. 
Het boek behandelt het thema van hedendaagse risico's. De risico's slaan vooral op risico's van moderne technieken als genetisch gemodificeerd organismes, kernenergie en nanotechnologie.

## These
De kern van de these van Beck is:
- huidige risico's zijn product van de samenleving en nevengevolgen van de productie van welvaart;
- de risico's zijn een gevolg van economisch, technisch en wetenschappelijk handelen;
- dit handelen wordt gestimuleerd door een streven naar moderniteit, verlichting en vooruitgang;
- men denkt te veel in economische termen en op grond van economische logica.
- publiek, politiek en moraal corrigeren het handelen, de technologisch-economische ontwikkeling en de wetenschap onvoldoende;
- risico's zijn niet beperkt door tijd. Zelfs mensen die nog geboren moeten worden kunnen last krijgen van de risico's;
- risico's zijn niet meer plaatsgebonden, maar wereldwijd;
- iedereen, ongeacht klasse, ras, leeftijd of sekse, ondervindt de risico's;
- risico's hebben het vermogen om een samenleving duurzaam te ontwrichten;
- risico's zijn niet zichtbaar. Om ze te kunnen zien, zijn we afhankelijk van deskundigen.

## Beheersing van risico's
Volgens Beck kunnen de risico's worden ingeperkt door een aantal veranderingen die gezamenlijk zullen leiden tot een andere en betere moderniteit. Door minder nadruk te leggen op de economische logica en het vooruitgangsgeloof, ontstaat de ruimte om andere keuzen te maken. Alternatieven die niet aan economische logica voldoen, kunnen toch worden verkozen. Er ontstaat een risicobewustzijn en ecologie wordt even belangrijk als economie. Het publiek en de politiek zijn beter op de hoogte en beter in staat om wetenschap, technologie en economie de goede kant op te sturen. Dit versterkt de democratie. Ook moraal herneemt zijn sturende rol. De productie wordt milieuvriendelijker en risico's zullen een beheersbaar karakter krijgen.

## Kritiek
De theorie van Beck is sterk bekritiseerd, en wel op de volgende punten:
- de theorie is alleen van toepassing op het westerse gedeelte van de wereld;
- er is amper empirisch materiaal dat de theorie ondersteunt;
- Beck is erg pessimistisch over de huidige samenleving, de politiek en wetenschap.